# Guy Parent
Guy Parent, né à Val-d'Or, en Abitibi-Témiscamingue en 1952, a été pendant 40 ans gestionnaire à la municipalité de Rouyn-Noranda où il a occupé de multiples fonctions et est l’un des fondateurs du Festival du cinéma international en Abitibi-Témiscamingue,.

## Biographie
Né à Val d’Or, il déménage à Noranda en 1957 à l’âge de 5 ans. Il a étudié au Collège classique de Rouyn puis au Cégep de Rouyn-Noranda. En 1973, il poursuit des études à l’Université d’Ottawa où il obtient un Baccalauréat ès sciences, spécialisé en récréologie. En 1976-77, il voyage en Europe et en Afrique du Nord puis revient s’installer à Rouyn-Noranda.
En 1973, à l’occasion de la finale provinciale des Jeux du Québec à Rouyn-Noranda il fonde avec ses partenaires Marie-Claude Pelletier et Jean Bélanger L’auberge jeunesse les Chasse-galeries inc. dont il a été le président jusqu’à la fermeture en 1981.
Il a commencé sa carrière à la ville de Rouyn-Noranda à la direction du Théâtre du cuivre de 1977 à 1986. Cette salle de spectacle reconnue au plan provincial a accueilli sous sa direction de grands noms du spectacle du Québec, de la France et des États-Unis. (Robert Charlebois, Yvon Deschamps, Offenbach, Beau Dommage, les Grands ballets canadiens, le Ballet du Bolchoï, Margie Gillis, Malicorne, Sonny Terry et Brownie McGhee, Gary Burton). En 1985-86, il pilote le projet d’agrandissement du Théâtre du cuivre faisant passer la capacité de 567 à 725 sièges. Il est récipiendaire du prix de développement de la relève de Rideau et celui de jeune cadre de l’année de la Chambre de commerce locale.
En 1986 il est nommé directeur des loisirs à l’ex-ville de Rouyn et par la suite à la nouvelle ville regroupée de Rouyn et Noranda.
En 1988, il accède à la direction de la nouvelle division des Services communautaires et de la qualité de vie qui regroupe de nombreux services à la population (Loisirs et parcs, culture, organismes communautaires, police, sécurité incendie, transport en commun, etc.).
En 2002, il accède à la direction de la division des Services communautaires et de proximité à la suite de la création de la nouvelle Ville-MRC de Rouyn-Noranda. Il prépare alors avec sa collaboratrice Lise Paquet le modèle de fonctionnement de la nouvelle réalité rurale en lien avec la section urbaine. En 2014 jusqu’à son départ de la municipalité en 2016, il assumera également le rôle de directeur général adjoint.
Au long de sa carrière municipale, outre l’agrandissement du Théâtre du cuivre, il a piloté en 2010, le projet d’agrandissement de l’Aréna Dave-Keon qui sert de domicile aux Huskies de la ligue de hockey junior du Québec ainsi que la construction en 2012 du nouveau Centre d’exposition devenu depuis le Musée d’art (MA). Il participe également, en 1991, au comité d’agrandissement de la Bibliothèque municipale dirigée alors par Luc Sigouin.
Il a été membre de plusieurs organisations au cours de sa carrière dont le Théâtre populaire du Québec, Rideau, Bibliothèque municipale, la Fête d’hiver, membre fondateur de Spectour, de Rouyn-Noranda Ville en santé sous l’égide du Dr Réal Lacombe. Il a collaboré à plusieurs comités municipaux. À ce titre, il a dirigé en 1995 les travaux de la première Politique culturelle municipale, en 2011 la Politique de l’activité physique, sport et plein-air, et en 2013 il a participé aux travaux de la Politique de la famille et des ainés déposée par Villes et villages en santé et sa directrice Denise Lavallée,.
En 1981, avec Jacques Matte et Louis Dallaire, il présente la Semaine du jeune cinéma québécois en Abitibi-Témiscamingue à Rouyn-Noranda. En octobre 1982, il fonde avec eux, le Festival du cinéma international en Abitibi-Témiscamingue. Depuis cette date, il en est le secrétaire, le trésorier et s'implique activement dans la programmation et le déroulement du festival,,,,,,.
Ce festival se déroule à partir du dernier samedi d’octobre et dure 6 jours, on y présente des courts, moyens et longs métrages  (fiction, documentaire et animation) provenant de différents pays avec une préférence marquée pour le cinéma québécois. Plusieurs invités internationaux ont y présenté leurs films, Claude Lelouch, Margot Kidder, Philippe de Broca, Bille August, Pierre Richard, Serge Gainsbourg, Marie Trintignant, Sylvie Vartan, Michel Ocelot, Orlow Seunke, Pierre Salvadori, Olivier Gourmet, Jean-Marc Vallée, Denis Villeneuve, Denys Arcand ainsi que plusieurs intervenants de l’industrie cinématographique québécoise,,,,,.
Depuis les débuts de cet événement, le festival du cinéma a été plusieurs fois en nomination et a reçu, tant au niveau régional que national, des prix émanant de la Chambre de commerce du Rouyn-Noranda régional et du ministère du Tourisme.
En 2020, l’Université du Québec, sous l’égide de l’UQAT, lui décerna ainsi qu'à ses associés Jacques Matte et Louis Dallaire un doctorat honoris causa.

## Prix et honneurs
- 1999 : Prix de la personnalité 2000, Grands prix du Tourisme de l'Abitibi-Témiscamingue
- 2000 : Médaille, Chevalier de l'Ordre de la Pléiade de la Francophonie.
- 2007 : Citoyen Émérite, Ville de Rouyn-Noranda
- 2011 : Médaille de l'Assemblée nationale (Québec)
- 2013 : Médaille du Jubilé de diamant d'Élisabeth II.
- 2017 : Prix Lise Dandurand, Ciné-Québec[27].
- 2020 : Doctorat  honoris causa de l'Université du Québec sous l'égide de l'UQAT[28].
- 2023 : Compagnon de l'Ordre du Conseil des Arts et des lettres du Québec[29],[30].